# Jean Burgers
Pour les articles homonymes, voir Burgers.
Ne doit pas être confondu avec Jean Burger.
Jean Burgers, né à Schaerbeek, le 6 juillet 1917, mort exécuté par pendaison à Buchenwald entre le 3 et le 6 septembre 1944, est un héros de la résistance belge durant la Seconde Guerre mondiale, commandant national du Groupe G.

## Biographie
Jean Gérard Fernand Henri Burgers, né Schaerbeek le 6 juillet 1917, est le fils d'Henri Burgers, employé communal, et de Cécile Lacroix. Le 10 juin 1940, il épouse Hélène Léva à Limoges.
Il suit des humanités en latin-mathématiques à l’Athénée de Saint-Gilles. En 1935, il s'inscrit à l'Université libre de Bruxelles en sciences appliquées. Jean Burgers fait partie du Cercle des étudiants socialistes qui s'était assigné comme mission de lutter contre le fascisme. En 1938, il participe à la rédaction du journal Combat. En 1939, il est membre du Cercle du Libre Examen (Librex), il en est le secrétaire. Il y fonde avec Jean-Pierre Paulus le périodique Jeudi.
Militant, Jean Burgers prend part à des manifestations contre le régime de Tchang Kaï-chek qui bombardait ses populations civiles ou encore contre les débordements du gouvernement franquiste en Espagne. À cet égard, il prend part au réseau qui s'occupait de venir en aide aux Espagnols réfugiés en Belgique.

### Seconde Guerre mondiale
La Belgique est envahie le 10 mai 1940 par l'Allemagne nazie. Il échappe temporairement à l'occupation allemande en se réfugiant à Limoges. Le 10 juin 1940, il y épouse Hélène Léva, militante du Cercle du libre examen, qui décrochera sa licence en mathématiques à l'Université libre de Bruxelles en 1941. Jean Burgers est lui-même diplômé ingénieur civil-mécanicien électricien à l'Université libre de Bruxelles depuis 1940.
À leur retour en Belgique, le couple habite au 21, rue de la Seconde Reine à Uccle. Jean Burgers est en contact avec son ami d'enfance, Robert Leclercq, qui est en contact avec le réseau de renseignements. C'est à cette époque que les différents protagonistes de ce qui allait devenir le Groupe G se rencontrent. Youra Livchitz, Georges, jeune médecin juif qui faisait partie du Librex, celui-là même qui organise l'attaque du XXe convoi de déportation en avril 1943, Jean Pelseneer, Carbonelle, l'Abbé Sint Jan, des professeurs de l'ULB font également partie du groupe, Jean Lameere, Pierre Baudoux.
Jean Burgers, fragile, timide, intelligent se distingue néanmoins par sa grande capacité à assumer le leadership du groupe. Il prend pour nom de guerre Fernand Gérard qu'il emprunte de ses second et troisième prénoms inversés. Le groupe Gérard, qui devient le Groupe G était né, fin 1942.
Ingénieur en électromécanique, il organise les travaux. Les projets de sabotage sont mûrement réfléchis et préparés. Les conséquences à moyen et long terme sont évaluées, les risques de représailles sur les populations civiles sont également pris en considération. Les actions menées bénéficient de la réflexion de techniciens universitaires et d'un important réseau de renseignements. En outre, depuis le parachutage à Namur d'André Wendelen, le 28 janvier 1942, le groupe dispose d'une liaison avec Londres (mission Mandamus),.
L'état-major national du Groupe G dirigé par Burgers assure différentes missions, en plus de la coordination générale des actions au départ de Bruxelles. Il veille au financement des opérations, à leur équipement. Il communique avec Londres qui parachute matériel et moyens financiers. Enfin, une « Brigade de mort » est constituée pour éliminer les traîtres et les collaborateurs.
Sous l'action de Jean Burgers, le réseau se structure. Le territoire est découpé en dix « régions » qui se découpent à leur tour en « secteurs » puis en « cellules ». En 1945, 4 046 membres du réseau furent officiellement recensés.

#### Son action dans la résistance

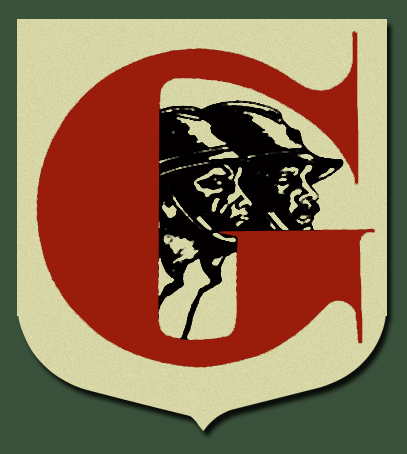
Écusson du Groupe G

#### Arrestation
La mise au point de la Grande coupure du 15 janvier 1944 avait nécessité d'ouvrir un peu plus largement le réseau pour s'assurer des appuis extérieurs requis pour mener à bien l'opération. Il est donc probable que l'arrestation de Jean Burgers et de son garde du corps, Hubert Meire, fut rendue possible à la suite d'une dénonciation. Le 17 mars 1944, ils sont arrêtés par les Allemands et transférés à la prison de Saint-Gilles. Jean Burgers est rapidement transféré à Breendonk où il est torturé. Le 6 mai 1944, il est transféré à Buchenwald où il est pendu le 6 septembre 1944 (ou au plus tôt, le 3) tandis que Bruxelles était libérée. Hubert Meire survit à la guerre et fut libéré par les alliés alors qu'il était détenu à Dachau.
Son ami Robert Leclercq reprend la tête du groupe dès mars 1944. La chef adjointe est Hélène Burgers-Leva, l'épouse de Jean Burgers. Le réseau envisagea de le faire évader via l'infirmerie du camp mais le projet n'aboutit jamais.

## Hommages et distinctions
- Un mémorial (plaque commémorative) le mentionnant comme « héros de la Résistance » a été apposée en 1946 en présence de nombreuses personnalités et organisations de la Résistance sur la façade de la maison où il a habité à Uccle[8]. Un médaillon à son effigie, œuvre du sculpteur Guyaux, a été ajouté en 1954 ;
- Son nom a été donné à l' « avenue Jean Burgers » à Uccle en 1954 et à la « rue Jean Burgers » à Enghien ;
- Le Prince Régent Charles de Belgique lui décerne les distinctions suivantes à titre posthume en avril 1946[9] :
  -  Officier de l'ordre de Léopold avec palme ;
  -  Croix de guerre 40-45 ;
  - La citation à l'occasion de la remise de ces distinctions précise : « Jean Burgers fut le commandant national du Groupe G de fin 1942 au 18 mars 1944 date de son arrestation. Partant de quelques cellules disséminées de sabotage, il parvient à mettre sur pied et à organiser le plus puissant groupe de sabotage. Génial dans ses conceptions, volontaire et tenace, sachant faire preuve des hautes qualités qui distinguent les âmes d'élite, et font les chefs, Burgers reste une des plus remarquables figures de la Résistance belge. Arrêté le 18 mars 1944, passant par Breendonck et Buchenwald, il aurait été exécuté le 6 septembre 1944 ».
- Il est promu lieutenant-colonel SRA (Service de Renseignement et d'Action) à titre posthume ;
- Des commémorations sont régulièrement organisées pour honorer sa mémoire à Uccle et à l'Université libre de Bruxelles.